# Matthew Brammeier
Matthew Martin Matt Brammeier (Liverpool, Inglaterra, 7 de junho de 1985) é um ciclista irlandês profissional desde 2006 até junho de 2018.
Estreiou com a equipa Profel em 2007. Em 2011 alinhou pelo HTC-Highroad e depois da dissolução deste passou ao Omega Pharma-QuickStep, ao ano seguinte ao Champion System e face ao 2014 ao Synergy Baku Cycling Project. Em 2015 alinhou pelo conjunto MTN-Qhubeka, denominado atualmente Dimension Data. Para a temporada de 2017 uniu-se ao novo ao conjunto do seu país Aqua Blue Sport.

## Palmarés
2010
- Campeonato da Irlanda em Estrada

2011
- Campeonato da Irlanda Contrarrelógio
- Campeonato da Irlanda em Estrada

2012
- Campeonato da Irlanda em Estrada

2013
- Campeonato da Irlanda em Estrada

2015
- 1 etapa do Ster ZLM Toer

2016
- 2.º no Campeonato da Irlanda em Estrada

## Resultados em Grandes Voltas e Campeonatos do Mundo
Durante a sua carreira desportiva tem conseguido os seguintes postos nas Grandes Voltas e nos Campeonatos do Mundo em estrada:
| Carreira           | 2006 | 2007 | 2008 | 2009 | 2010 | 2011 | 2012 | 2013 | 2014 | 2015 | 2016 | 2017 | 2018 |
| ------------------ | ---- | ---- | ---- | ---- | ---- | ---- | ---- | ---- | ---- | ---- | ---- | ---- | ---- |
| Giro d'Italia      | -    | -    | -    | -    | -    | -    | -    | -    | -    | -    | -    | -    | -    |
| Tour de France     | -    | -    | -    | -    | -    | -    | -    | -    | -    | -    | -    | -    | -    |
| Volta a Espanha    | -    | -    | -    | -    | -    | -    | -    | -    | -    | -    | -    | -    | -    |
| Mundial em Estrada | -    | -    | -    | -    | Ab.  | 36.º | -    | Ab.  | -    | -    | Ab.  | -    | -    |

-: não participa

Ab.: abandono

## Equipas
- DFL-Cyclingnews (2006)
- Profel (2007-2008)
- An Post-Sean Kelly (2009-2010)
- HTC-Highroad (2011)
- Omega Pharma-QuickStep (2012)
- Champion System Pro Cycling Team (2013)
- Synergy Baku Cycling Project (2014)
- MTN-Qhubeka/Dimension Data (2015-2016)
  - MTN-Qhubeka (2015)
  - Dimension Data (2016)
- Aqua Blue Sport (2017-2018[2])